# Bryan Hayes
Bryan Hayes (né le 8 octobre 1958 à Marville en France) est un homme politique canadien.

## Biographie
Il est élu à la Chambre des Communes du Canada lors de l'élection fédérale du 2 mai 2011 qu'il représente la circonscription électorale de Sault Ste. Marie en tant que membre du Parti conservateur fédérale.

## Résultats électoraux
|       | Candidat             | Parti              | # de voix | % des voix |
|       | Bryan Hayes          | Conservateur       | +18 328,  | 41,44 %    |
|       | Christian Provenzano | Libéral            | +08 343,  | 18,86 %    |
|       | (x) Tony Martin      | NPD                | +16 467,  | 37,23 %    |
|       | Luke Macmichael      | Vert               | +00945,   | 2,14 %     |
|       | Randy Riauka         | Héritage           | +00111,   | 0,25 %     |
|       | Mike Taffarel        | Marxiste-léniniste | +00038,   | 0,09 %     |
| Total | Total                | Total              | 44 232    | 100 %      |